# Бакарес
Бакарес (ісп. Bacares) — муніципалітет в Іспанії, у складі автономної спільноти Андалусія, у провінції Альмерія. Населення — 274 особи (2010).
Муніципалітет розташований на відстані близько 370 км на південь від Мадрида, 45 км на північ від Альмерії.
На території муніципалітету розташовані такі населені пункти: (дані про населення за 2010 рік)
- Бакарес: 271 особа
- Ла-Мохонера: 3 особи

## Демографія
Динаміка населення (INE ):

## Галерея зображень

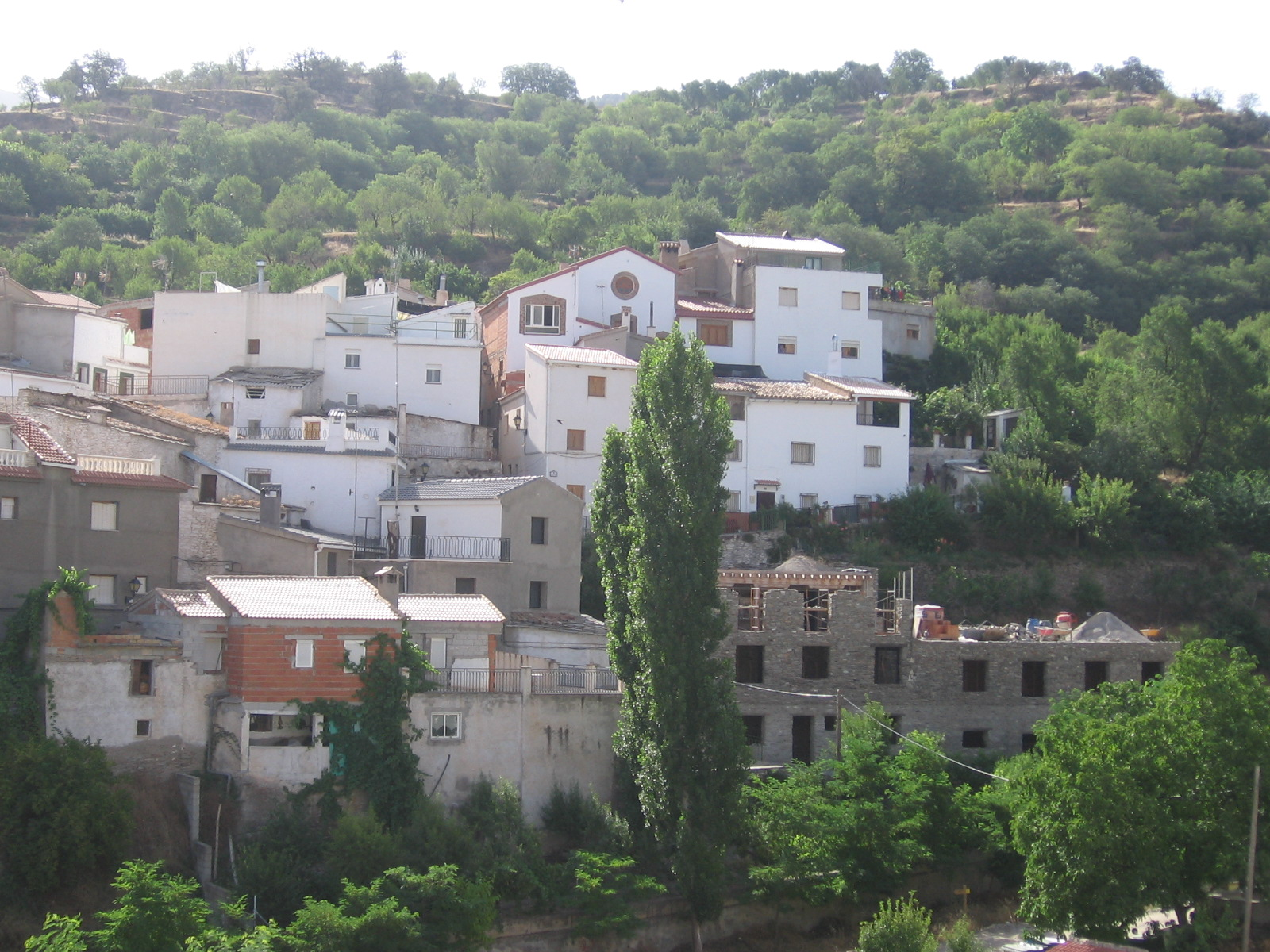
Бакарес
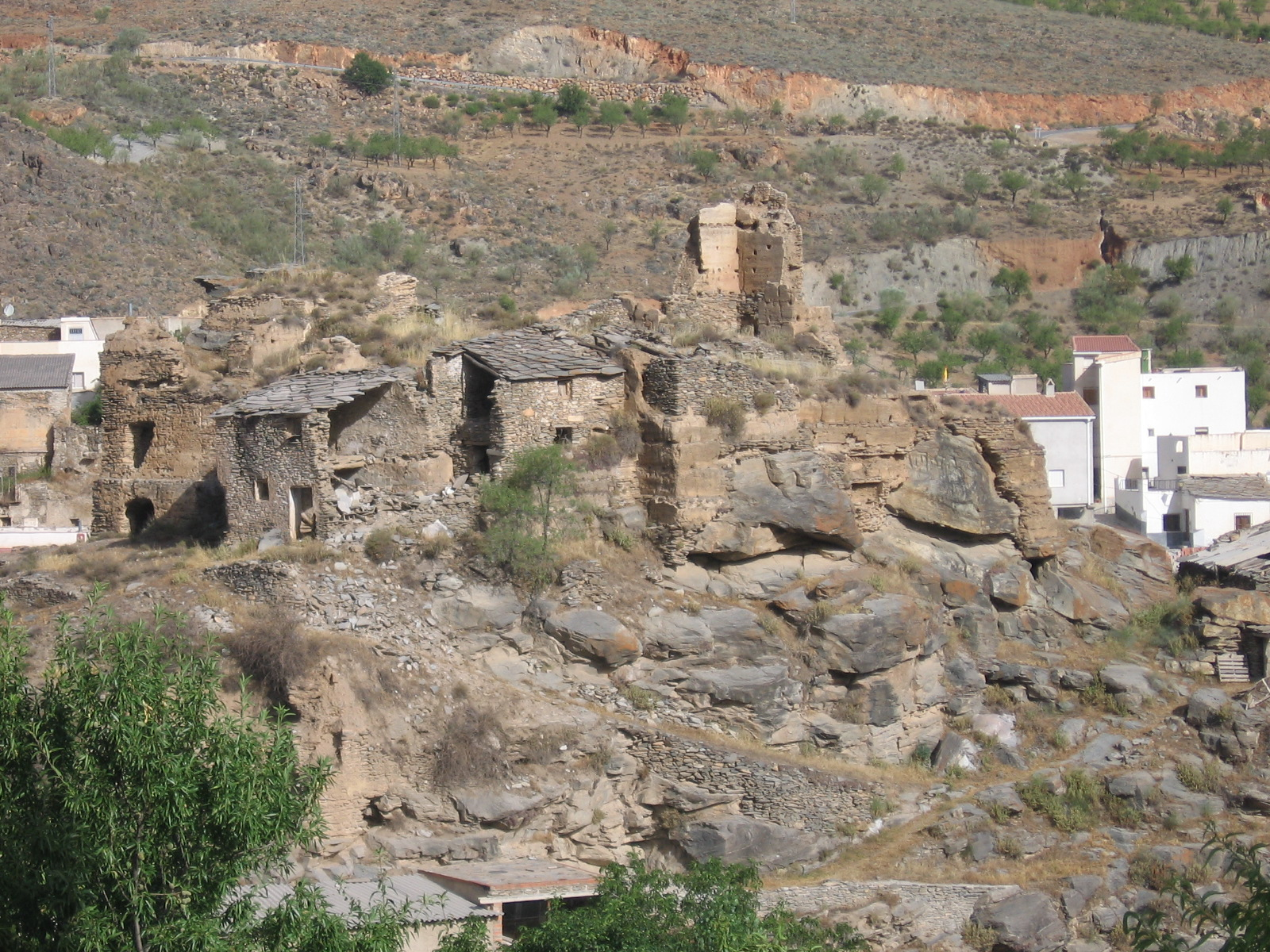
Руїни замку
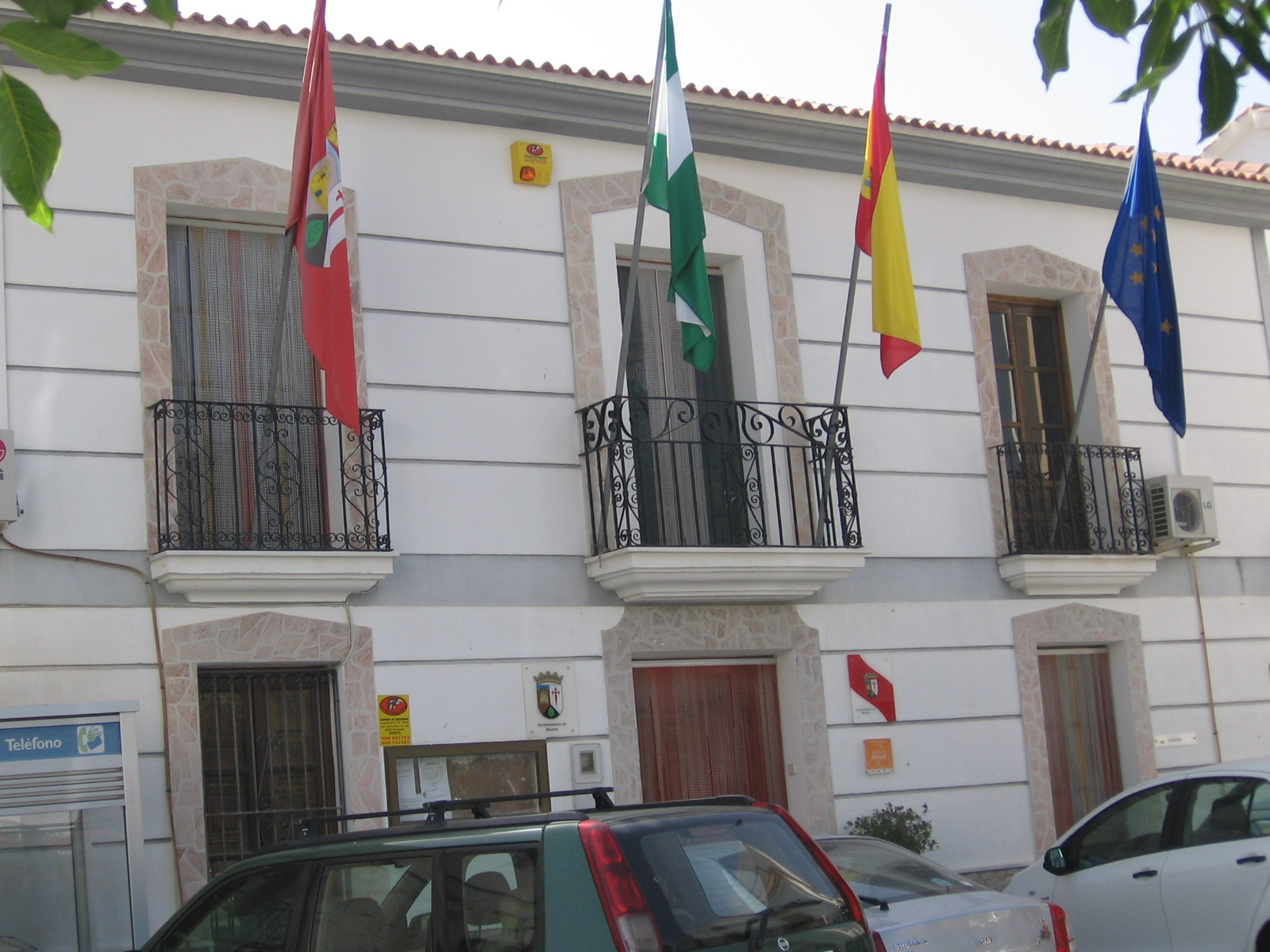
Муніципальна рада
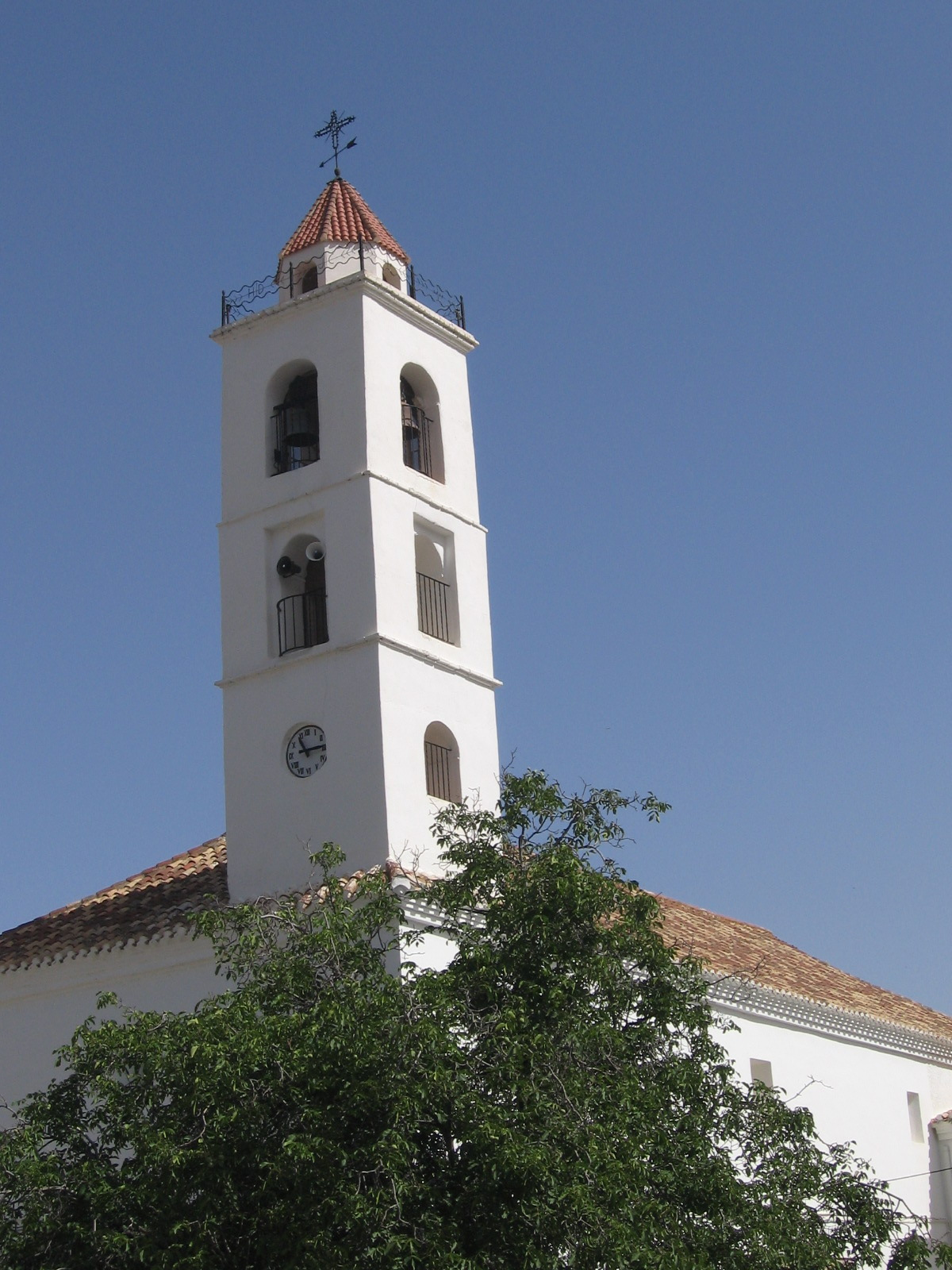
Церква в Бакаресі